# Éleuthère (martyr)
Pour les articles homonymes, voir Éleuthère.
Éleuthère (Eleuther(i)us), mort entre 250 et 272, est un diacre, compagnon de Denis de Paris, qui a connu le martyre en sa compagnie et celle du prêtre Rustique.

## Hagiographie
La légende dit qu'ils ont été décapités sur la butte Montmartre. Une rue à son sommet, la rue Saint-Éleuthère, est nommée d'après lui.

## Reliques
Au VIIe siècle, son corps, ainsi que ceux de ses deux compagnons, ont été transférés à l'abbaye de Saint-Denis.
Il est fêté le 9 octobre.

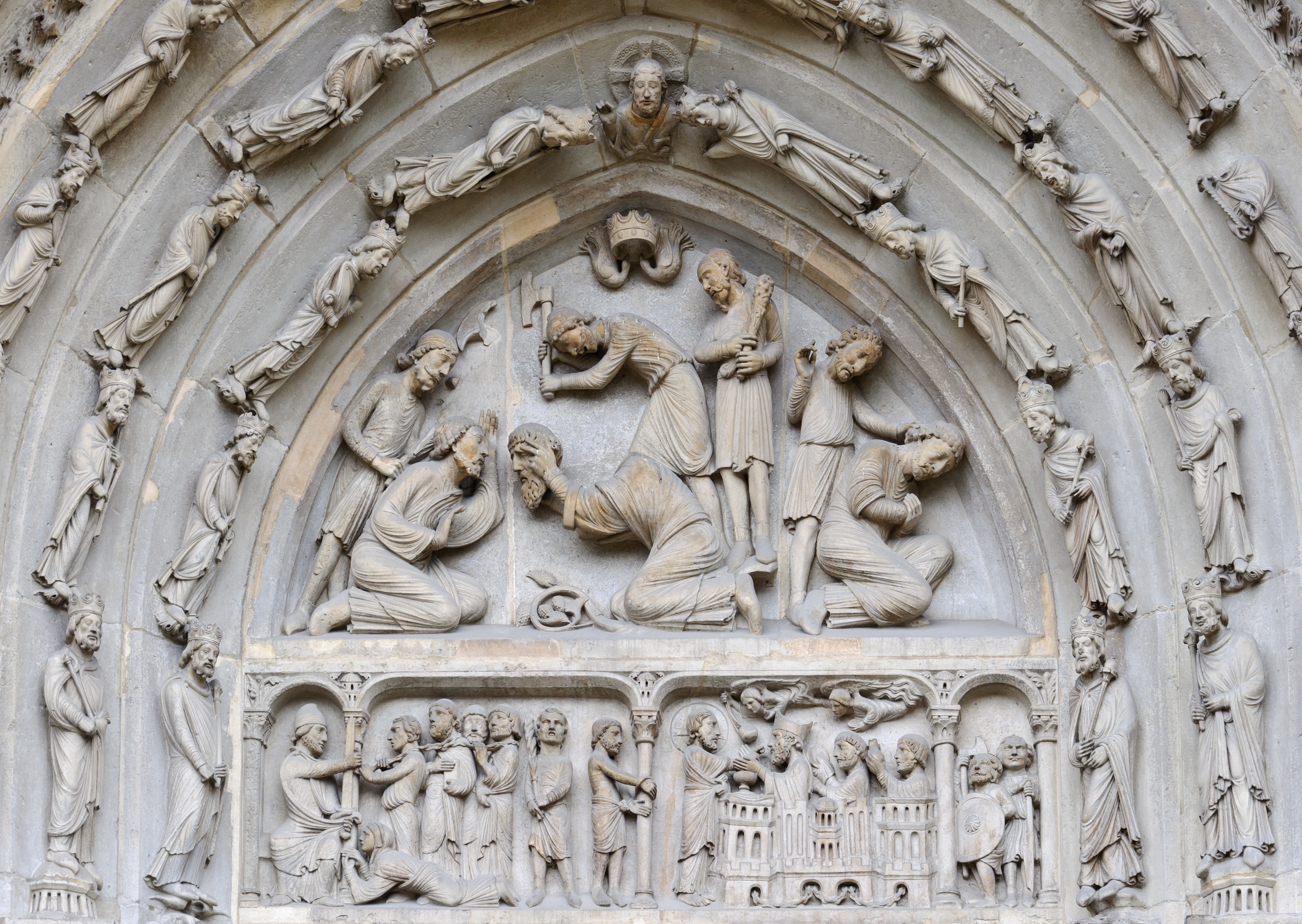
La décollation des trois saints Denis, Rustique et Éleuthère, tympan du portail nord de la basilique Saint-Denis.
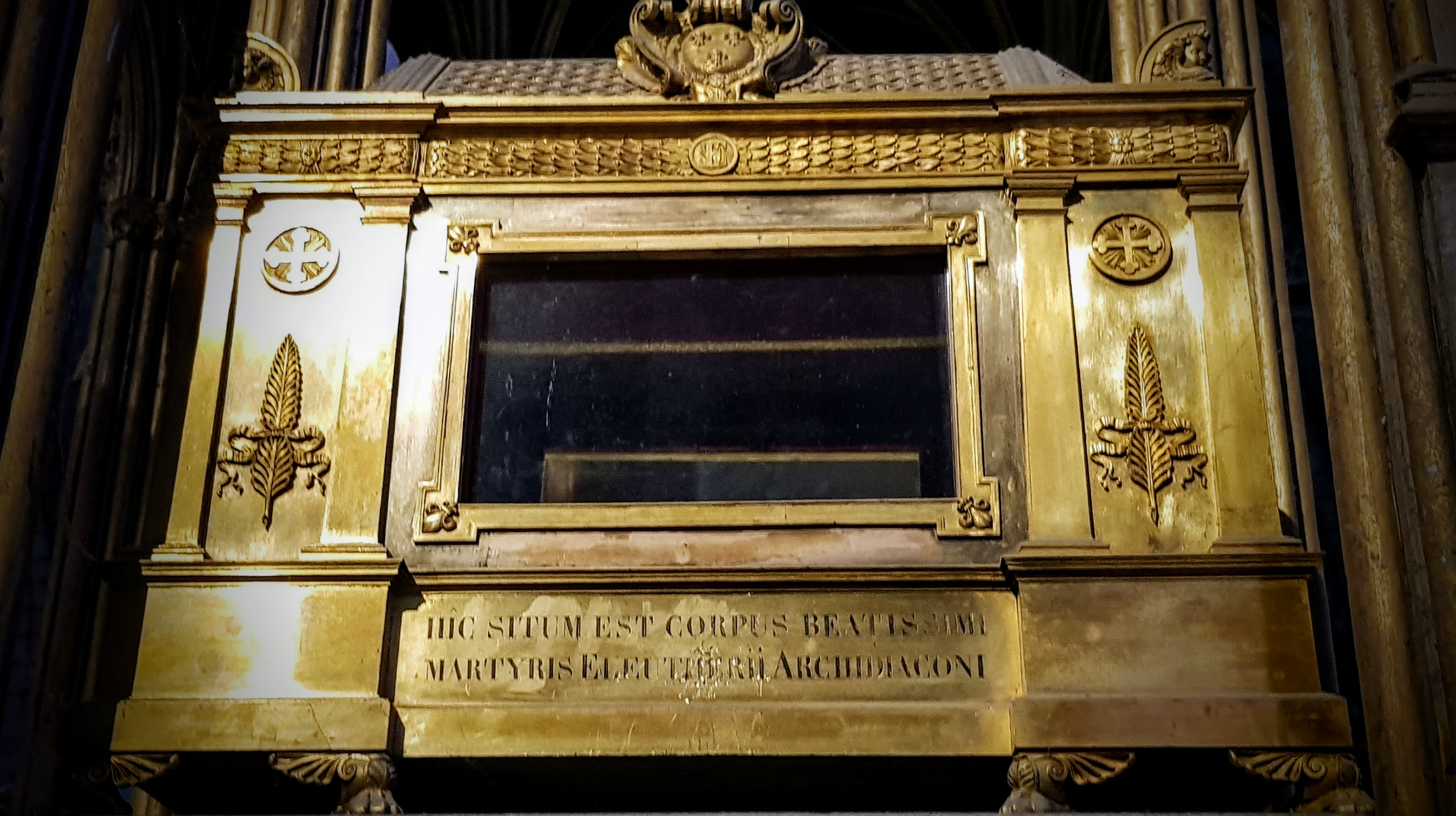
Reliquaire de saint Éleuthère, basilique Saint-Denis.